# Cár-ágyú
A Cár-ágyú (oroszul: Царь-пу́шка / Car-puska) valószínűleg soha nem használt mozsárágyú, amely a moszkvai Kreml egyik leghíresebb nevezetessége már évszázadok óta. Hatalmas méreteivel a kora újkori Oroszország egyik legjelentősebb katonai és iparművészeti emléke, emellett a világörökség része.

## Jellemzői
A Cár-ágyú a Kreml arzenálja mellett található, és a Szenátus-palota felé néz. Az ágyú bronzból készült, tömege 39 312 kg, hossza 5,34 m, csövének belső átmérője 890 mm), külső átmérője 1200 mm. A cső nyolc téglalap alakú öntött fogantyúval rendelkezik a könnyebb szállítás érdekében. Jelenleg egy stilizált öntöttvas ágyúkocsira van felszerelve, amelynek három kereke van. Magát az ágyúcsövet domborművek díszítik, köztük I. Fjodor orosz cár lovas ábrázolása, amint koronával és jogarral a kezében ül lóháton. A jobb első fogantyú feletti írás is neki állít emléket: Isten kegyelméből Fjodor Ivanovics cár és nagyherceg, egész Oroszország ura. A cső tetejére még két felirat került, a bal oldalon az öntés körülményei szerepelnek: Öntetett Moszkva híres cári városában a 7904-es év nyarán (bizánci időszámítás szerint, 1585 a Gergely-naptárban) uralmának (ti. a cár) harmadik évében Andrej Csohov által. Az 1835-ben készített, az ágyú talapzatának szánt fegyverkocsi pusztán dekoratív célokat szolgál. A fegyvert valószínűleg reprezentatív célra szánták, soha nem akarták messzebbre elszállítani vagy ostromban bevetni. Valószínűleg kőkartács kilövésére lenne alkalmas, az előtte lévő mintegy 1 tonnás acélgolyók csupán dekorációként szolgálnak, ezeket 1834-ben öntötték Szentpéterváron.

## Története
Az ágyút Andrej Csohov orosz mester öntötte bronzból 1586-ban I. Fjodor cár uralkodása alatt. Az ágyútalpat és magát az ágyút 1835-ben gazdagon díszítették A. P. Brjullov építész és P. Ja. de Witte mérnök tervei alapján.
A történelem folyamán a Cár-ágyúnak többször is megváltoztatták a helyét. Eredetileg a Vörös térre telepítették a Lobnoje Mesto közvetlen közelébe, hogy keletről, a Kitaj-Gorod irányából érkező Kreml elleni támadás esetén felhasználható legyen a védekezésben, és kőkartáccsal lője az ellenséget. Abban az időben a fegyvernek nem voltak kerekei, ehelyett egy előre meghatározott dőlésszögű speciális talpazatra helyezték. Csak a 18. század elején vonták ki a szolgálatból, mivel addig nem érte támadás Moszkvát, és 1706-ban emlékműként a Kremlbe költöztették át. Ott kezdetben az Arzenál épületénél állították fel, és egy fakocsira helyezték, amely azonban a lángok 1812-es Napóleon elleni háború nagy tűzvészében elégett. 1834-ben Szentpéterváron elkészítették az 1 tonnás díszgolyókat, amelyek azonban 10 mm-rel szélesebbek a csőnél, így pusztán szemléltető szerepük van. Egy évvel később az ágyút egy ugyanott gyártott új fegyverkocsira helyezték, amelyen ma is megtekinthető, így viszont elveszítette hadászati funkcióit. A fegyverkocsi kerekén feltüntették a készítőt és a befejezés évszámát is. Körülbelül ugyanebben az időben az Arzenál épülete előtt felállították mintegy 20 másik történelmi fegyvert, amelyek közül néhány ma is itt látható.
1843-ban az ágyút mint az orosz fegyverművesség különösen fontos emlékét, áthelyezték a moszkvai Kreml fegyvertárának épülete elé, ahol 1960-ig állt. Az Állami Kreml-palota építési munkálatai miatt költöztették jelenlegi helyére, az Ivanovszkaja térre, a Kreml három székesegyházának közelébe. 1980 tavaszán az ágyút és annak talpát a moszkvai olimpia előkészületeinek részeként ideiglenesen eltávolították a Kremlből, és alapos helyreállításnak vetették alá a szerpuhovi Dzerzsinszkij Tüzér Akadémia szakembereinek segítségével, ekkor a kutatók némi lőpornyomot találtak a cső belsejében, majd 1980 nyarán visszaszállították a jelenlegi helyére.
A Cár-ágyú a moszkvai Kremllel együtt 1990 óta a világörökség része.

## Másolatok

### A donyecki másolat
2001 tavaszán az OAO Izssztal acélmű, egy udmurt vállalkozás Moszkva városvezetésének megbízásából egy vas másolatot készített az ágyúról. A replika teljes tömege 42 tonna, egyetlen kereke 1,5 tonnát nyom, a cső átmérője az eredetihez hasonlóan 1,2 m, a kaliber pedig pontosan 890 mm, de 6 cm-rel rövidebb az eredetinél.
Ebből a típusú másolatból két példány készült. Az egyik példányt Moszkva városa az ukrajnai Donyecknek ajándékozta, amelyet végül 2001 májusában 3 nap alatt szállítottak át a mintegy 1800 km-re lévő helyszínre, majd a donyecki városháza elé telepítették, a másikat Izsevszkben állították ki a gyártó OAO Izssztal területén.

### A Joskar-Ola-i másolat
2007-ben újabb replikát telepítettek a Joskar-Ola-i Nemzeti Művészeti Galéria elé. Ez a másolat 1:2 méretarányban készül, valamint hiányos, a díszítmények megváltoztak vagy hiányoznak, és egyéb részletek sincsenek rajta. Az ágyú csöve körülbelül 12 tonna, a cső és a kocsi acélból lett öntve, a kerekek pedig rögzítettek, és nem mozgathatóak. Három kapcsot helyeztek el az ágyún a kábelek rögzítéséhez, hogy megkönnyítsék a szállítást. A kész darabot az N. Sz. Butyakovról elnevezett Zvenyigovszkij Hajógyárban öntötték. Kezdetben a díszeket fából vágták ki, majd fémből öntötték. A másolat lövésre is alkalmas, mivel a csövet és a magot összehegesztették. Négy dísz ágyúgolyó található a kiállított darab mellett.

## Galéria

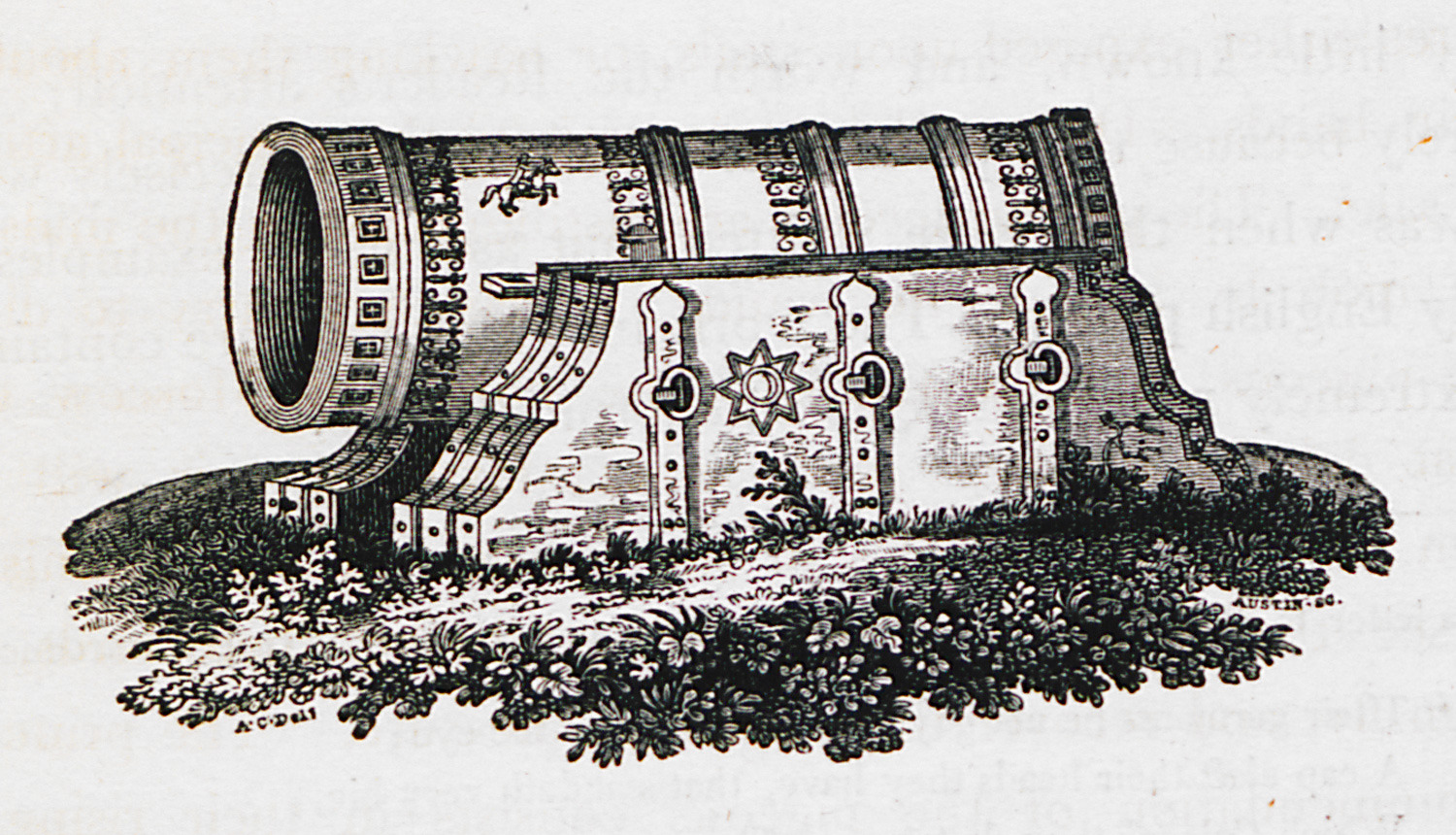
Még az eredeti fa ágyútalppal egy 1810-es metszeten
- Az 1908-as filmfelvételen jól látható az Arzenál előtti ágyúkiállítás, valamint az ide helyezett Cár-ágyú
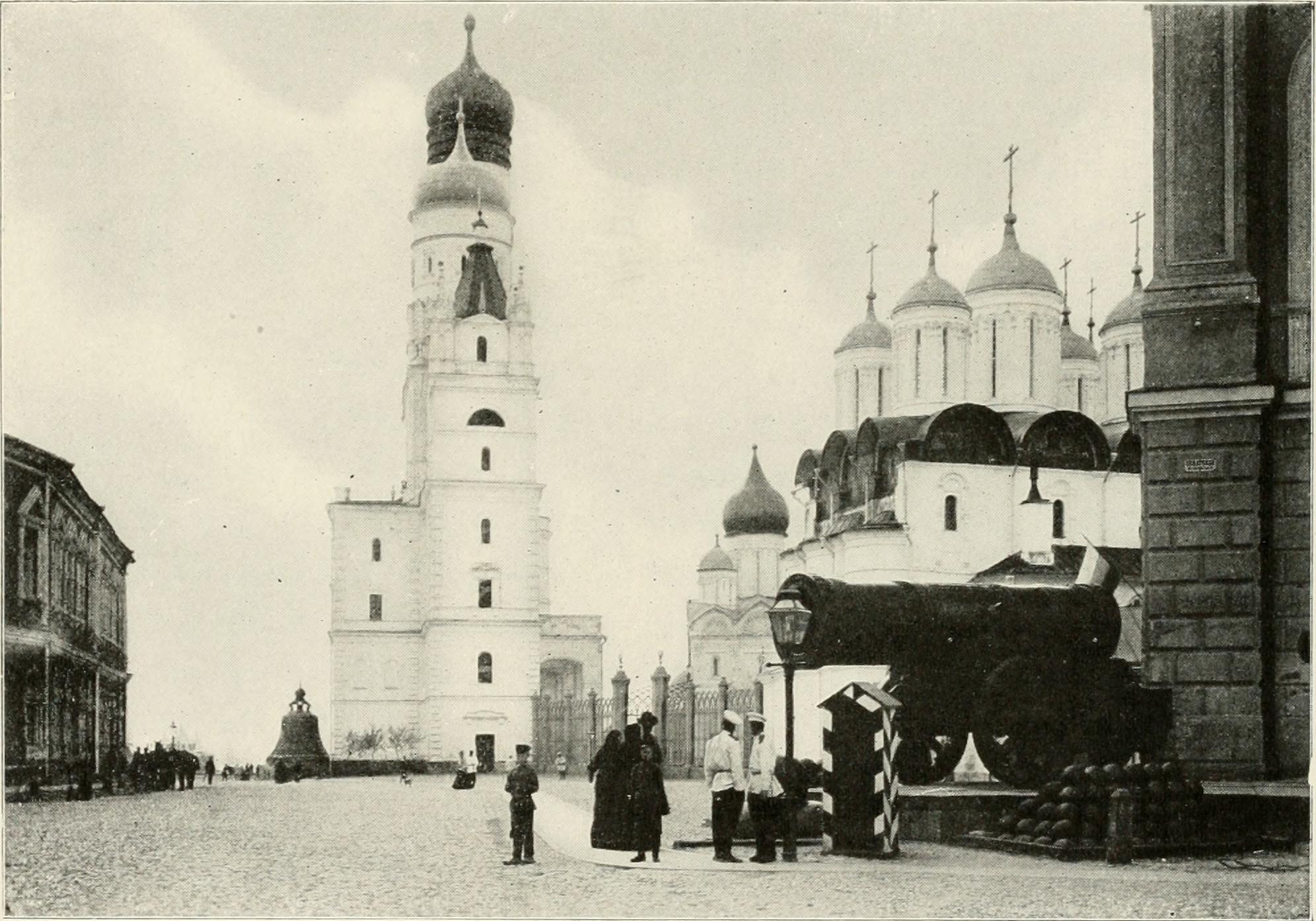
1917-ben, háttérben a Nagy Iván-harangtoronnyal és a Cár-haranggal
Az ágyú a Katedrális-téren, háttérben a Kreml székesegyházai
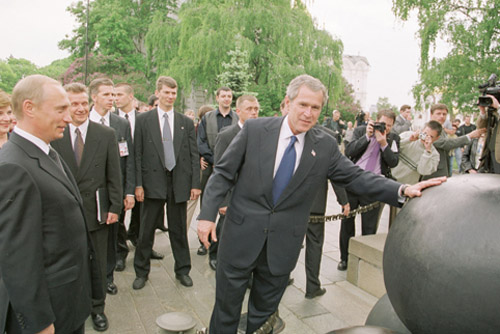
Vlagyimir Putyin és George W. Bush az óriási ágyúgolyókat tekintik meg 2002-ben
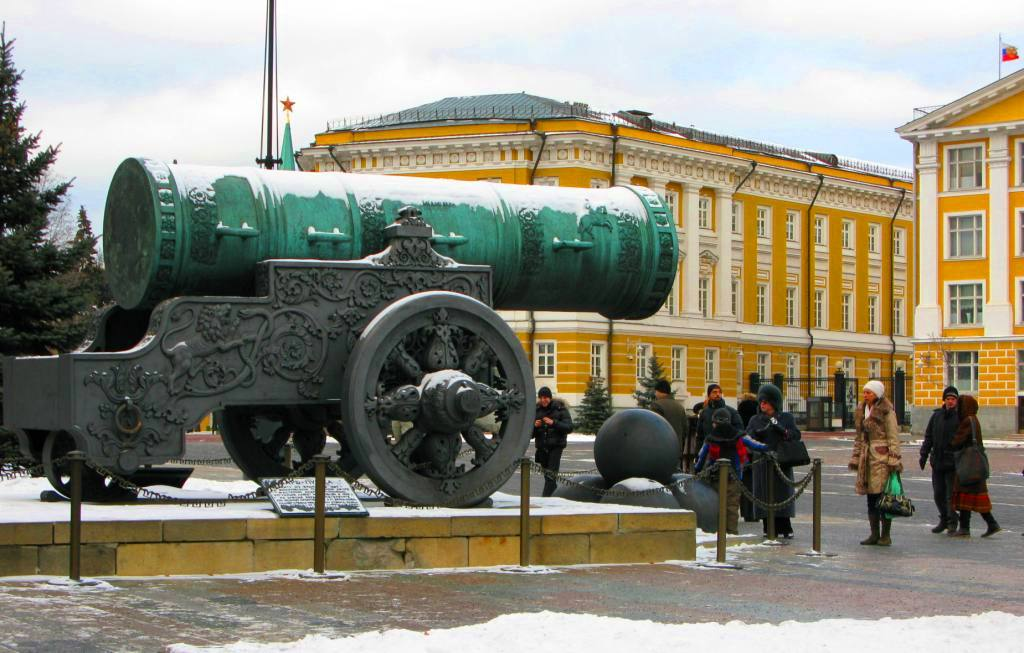
A méreteket jól szemlélteti a turisták csoportja
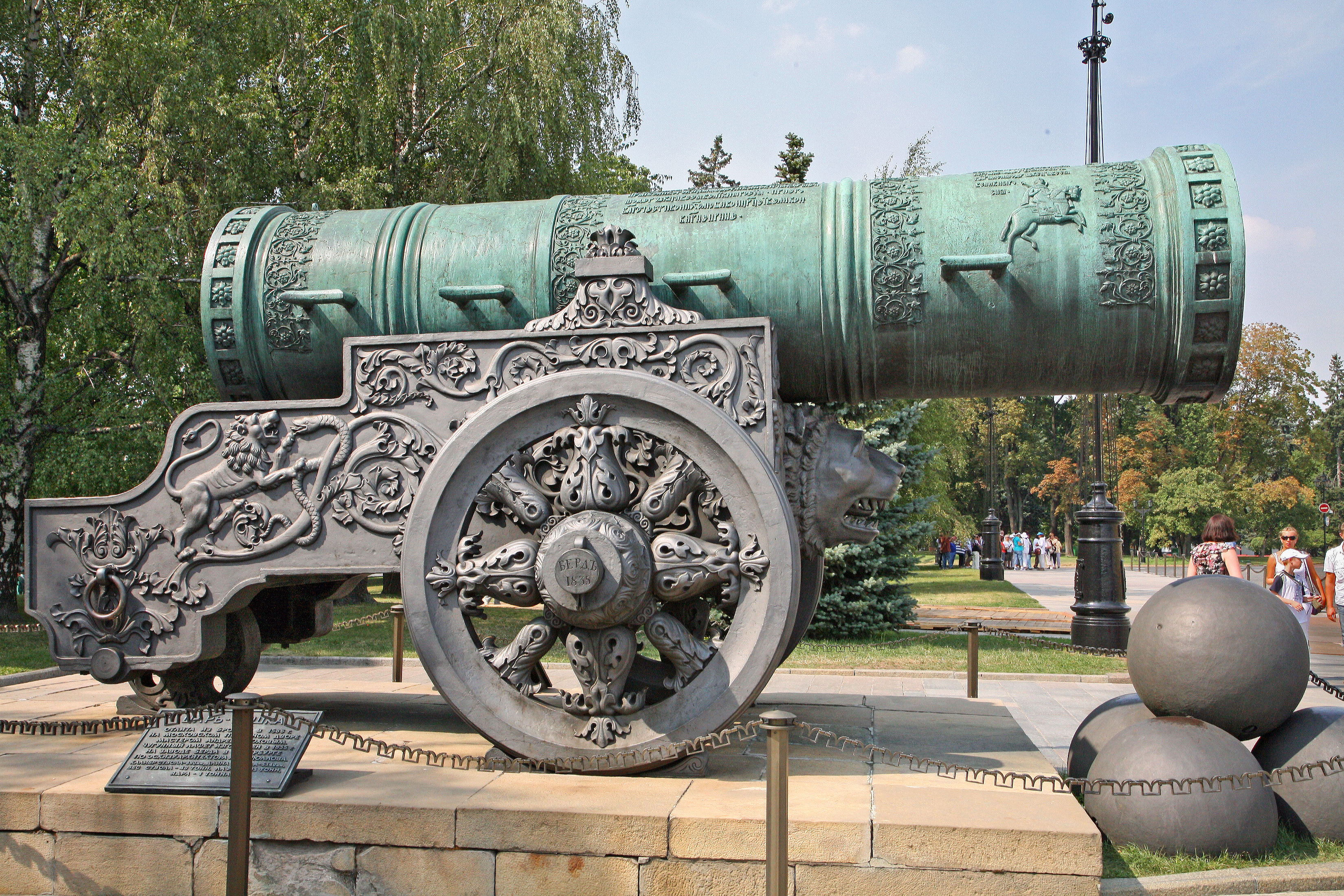
Oldalnézetből
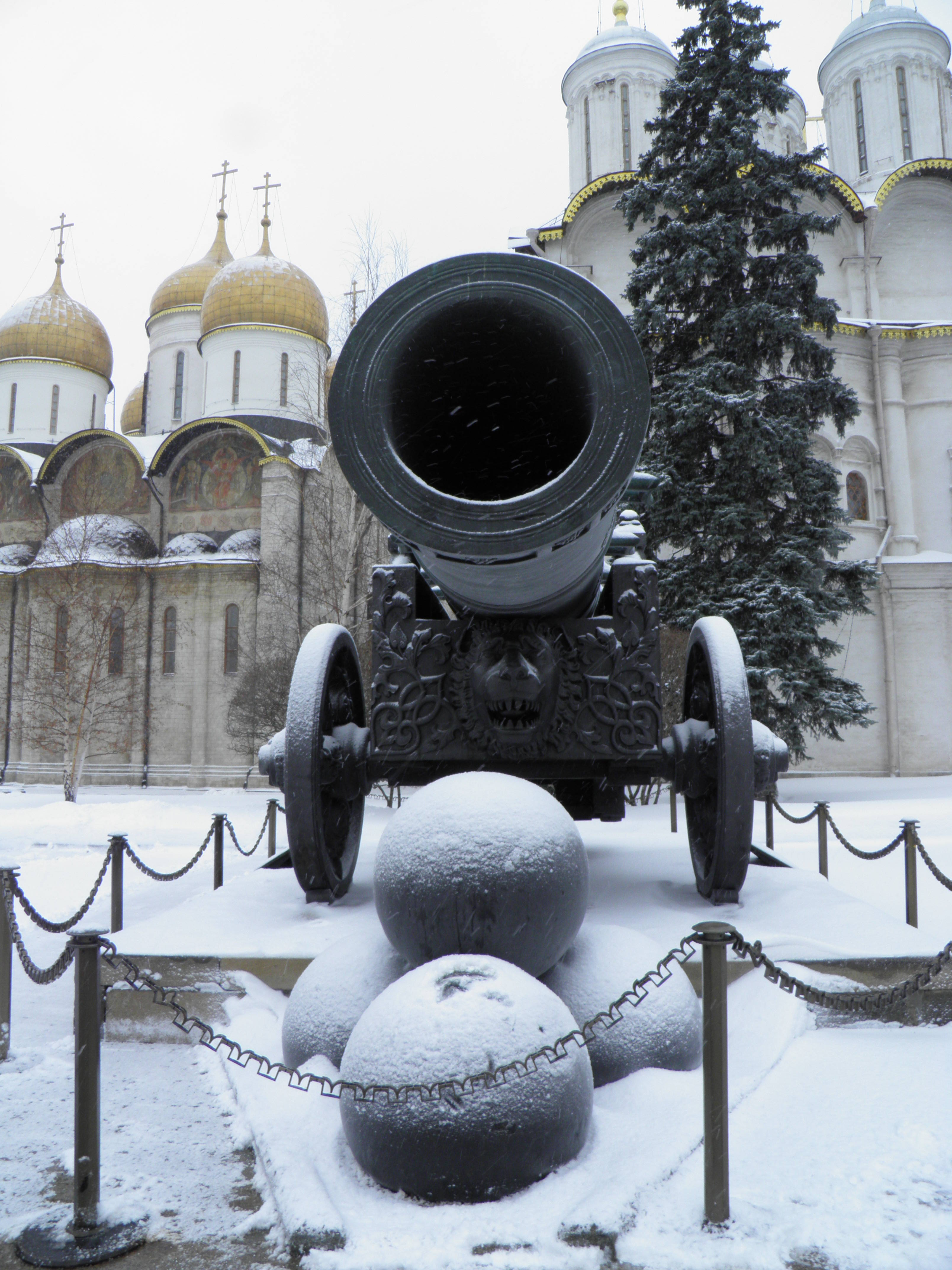
Elölnézetből
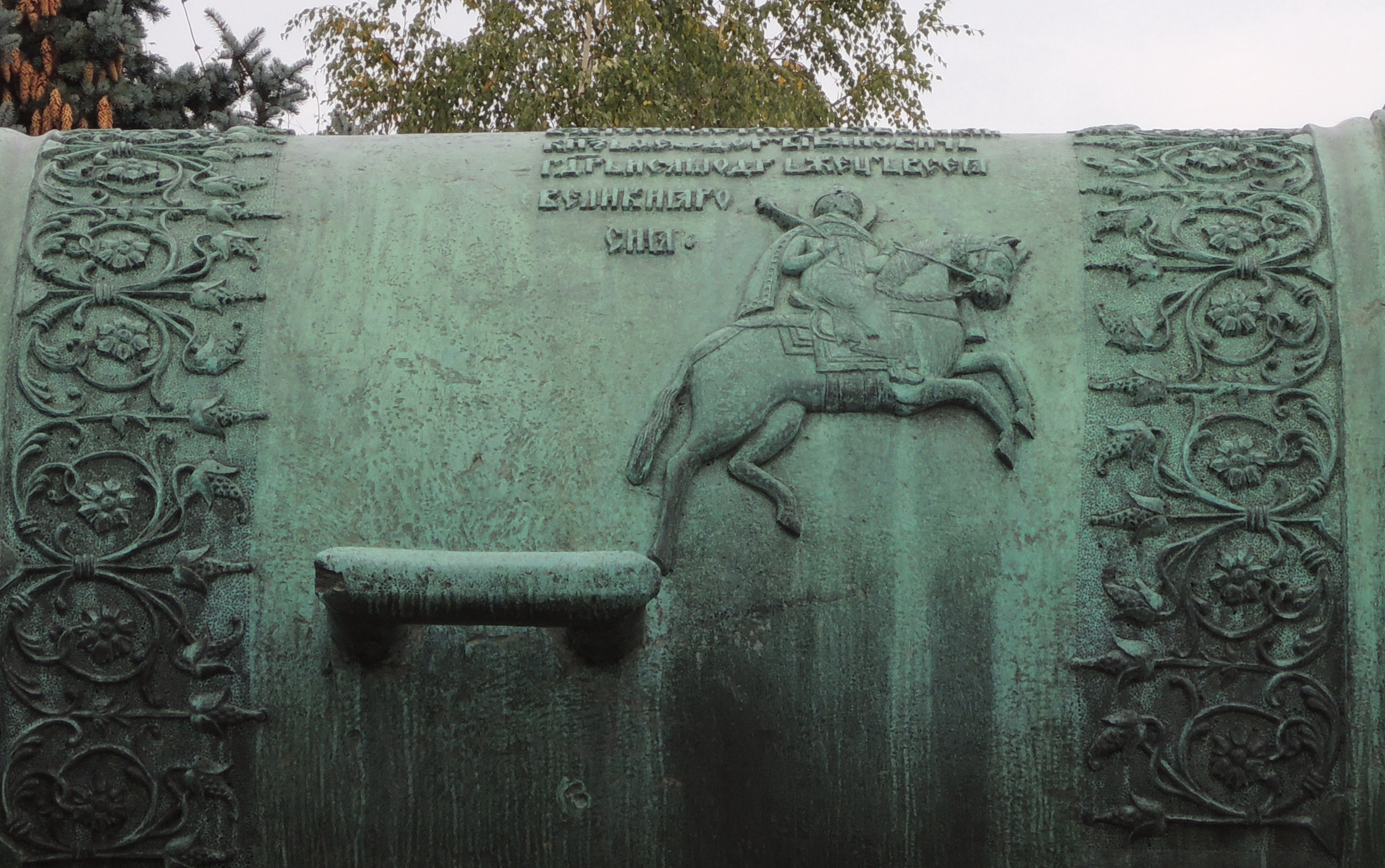
I. Fjodor cár lovas domborműve
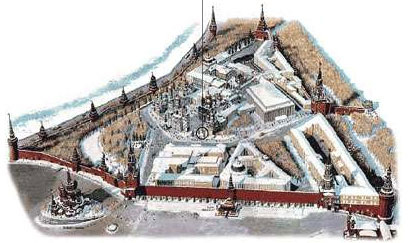
Pozíciója a Kreml térképén

## Fordítás
- Ez a szócikk részben vagy egészben  a   Tsar Cannon című angol Wikipédia-szócikk ezen változatának fordításán alapul.  Az eredeti cikk szerkesztőit annak laptörténete sorolja fel. Ez a jelzés csupán a megfogalmazás eredetét és a szerzői jogokat jelzi, nem szolgál a cikkben szereplő információk forrásmegjelöléseként.
- Ez a szócikk részben vagy egészben  a   Zarenkanone című német Wikipédia-szócikk ezen változatának fordításán alapul.  Az eredeti cikk szerkesztőit annak laptörténete sorolja fel. Ez a jelzés csupán a megfogalmazás eredetét és a szerzői jogokat jelzi, nem szolgál a cikkben szereplő információk forrásmegjelöléseként.